# 宮崎県道29号高原野尻線

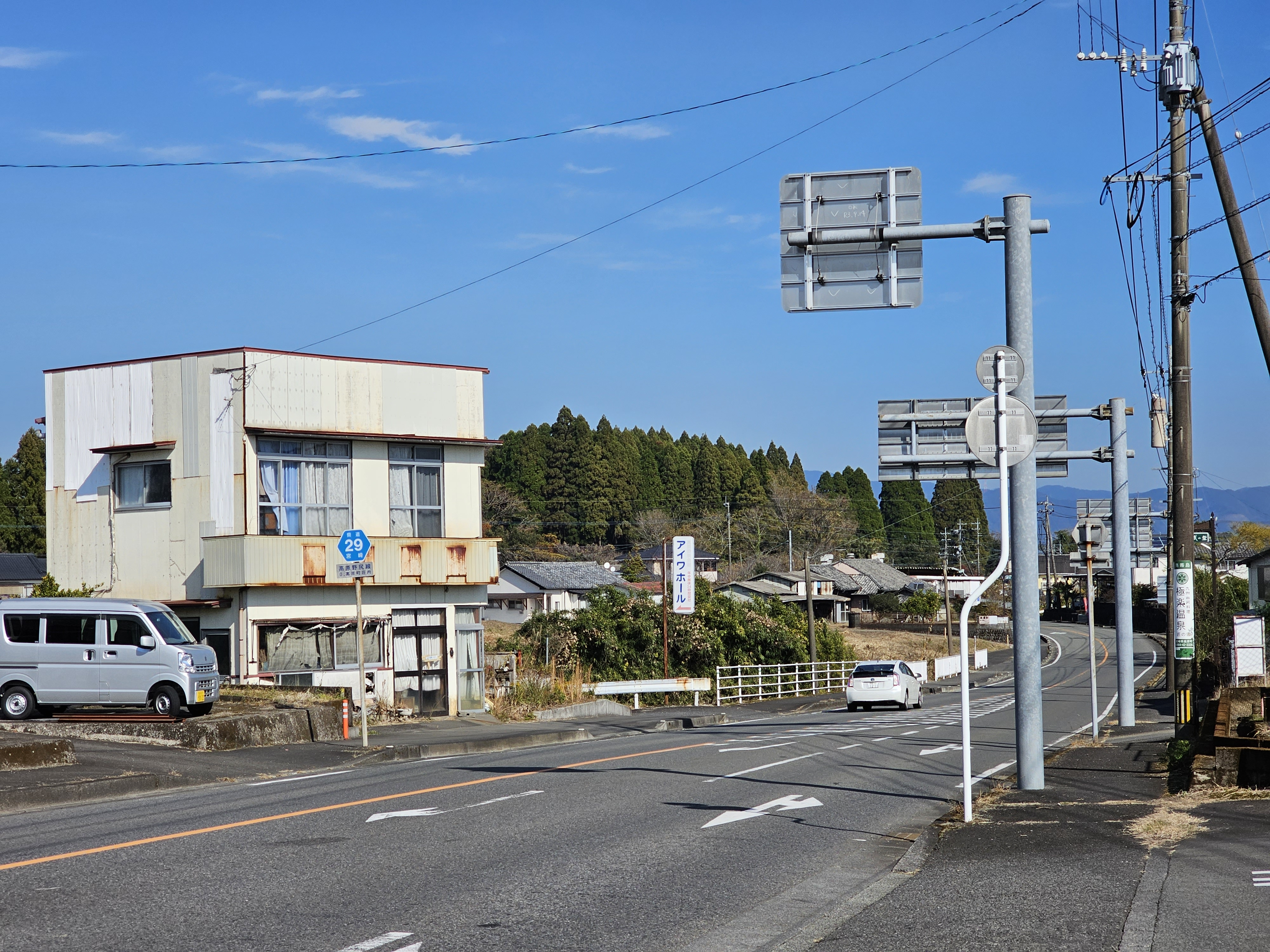
起点（高原町）

宮崎県道29号高原野尻線（みやざきけんどう29ごう たかはるのじりせん）は、宮崎県西諸県郡高原町から小林市野尻町に至る県道（主要地方道）である。

## 概要
西諸県郡高原町大字西麓から小林市野尻町東麓に至る。

### 路線データ
- 起点：西諸県郡高原町大字西麓（高原町二本松交差点、国道221号・国道223号交点）
- 終点：小林市野尻町東麓（野尻町追分交差点、国道268号交点）

## 歴史
- 1959年（昭和34年）6月1日 - 宮崎県告示第226号により、県道高原野尻線として路線認定される（当時の整理番号は10）[1]。
- 1993年（平成5年）5月11日 - 建設省から、県道高原野尻線が高原野尻線として主要地方道に指定される[2]。

## 路線状況

### 道路施設

#### 橋梁
- 猿瀬橋（岩瀬川、西諸県郡高原町）

## 地理

### 通過する自治体
- 西諸県郡高原町
- 小林市

### 交差する道路
| 交差する道路            | 市町村名 | 市町村名 | 交差する場所 | 交差する場所              |
| ----------------------- | -------- | -------- | ------------ | ------------------------- |
| 国道221号 国道223号     | 西諸県郡 | 高原町   | 大字西麓     | 高原町二本松交差点 / 起点 |
| 宮崎県道414号有水高原線 | 西諸県郡 | 高原町   | 大字西麓     | 高原町出口交差点          |
| 国道268号               | 小林市   | 小林市   | 野尻町東麓   | 野尻町追分交差点 / 終点   |

### 沿線
- 高原町役場（起点付近）
- E10 宮崎自動車道 2 高原IC（起点付近）
- 小林市立野尻中学校